# زياد خداش
زياد مصطفى خليل خداش (ولد في مدينة القدس عام 1964) كاتب فلسطيني من قرية بيت نبالا المهجرة عام 48، يعيش في مخيم الجلزون القريب من رام الله، حاصل على اللقب الأول في الأدب العربي من جامعة اليرموك الأردنية عام 1989، يعمل معلمًا للكتابة الإبداعية في مدارس رام الله. في رصيده الإبداعي اثنتا عشرة مجموعة قصصية. حصلت مجموعته القصصيّة “خطأ النّادل” على جائزة دولة فلسطين التقديرية عام 2015، كما وتأهل للقائمة القصيرة في مسابقة الملتقى الأدبي للقصة العربية في الكويت لعام 2015.

## مؤلفاته
من مؤلفاته:
- نوما هادئا يا رام الله - بالاشتراك مع الكاتبة وداد البرغوثي - 1993
- خذيني آلة موتي - نصوص - 1996
- الشرفات ترحل ايضاً - مجموعة قصصية - 1999
- كأن شخصا ثالثا كان بيننا - نصوص - 2000
- شتاء ثقيل وامراة خفيفة - قصص ونصوص ومقالات - 2001
- أوقات جميلة لاخطائنا النضرة - نصوص - 2002
- خطأ النادل - نصوص نثرية - 2006
- أسباب رائعة للبكاء - قصة - 2015
- أنف ليلى مراد- مجموعة قصصية-2022[7]
- الجراح تدل علينا - مجموعة قصصية- 2023.[8]

## مشاركاته الأدبية
شارك زياد خداش في عدة مهرجانات وفعاليات أدبية في دول عدة ومنها:
- ملتقى القصة العالمية – إسطنبول - 2015.
- مهرجان بشير التلمودي الثقافي - تونس - 2013.
- مهرجان الشعر العالمي - المنامة - 2010.
- شارك أيضاً في عدة أمسيات قصصية في كل من دبي والدار البيضاء وتونس وبيروت.
- شارك في المعرض الدولي لكتاب الطفل والشباب بالدار البيضاء /المغرب 2024.[9][10]

## جوائز وتكريمات
- حائز على جائزة فلسطين للآداب في عام 2015.[11]